# Stefano Incerti

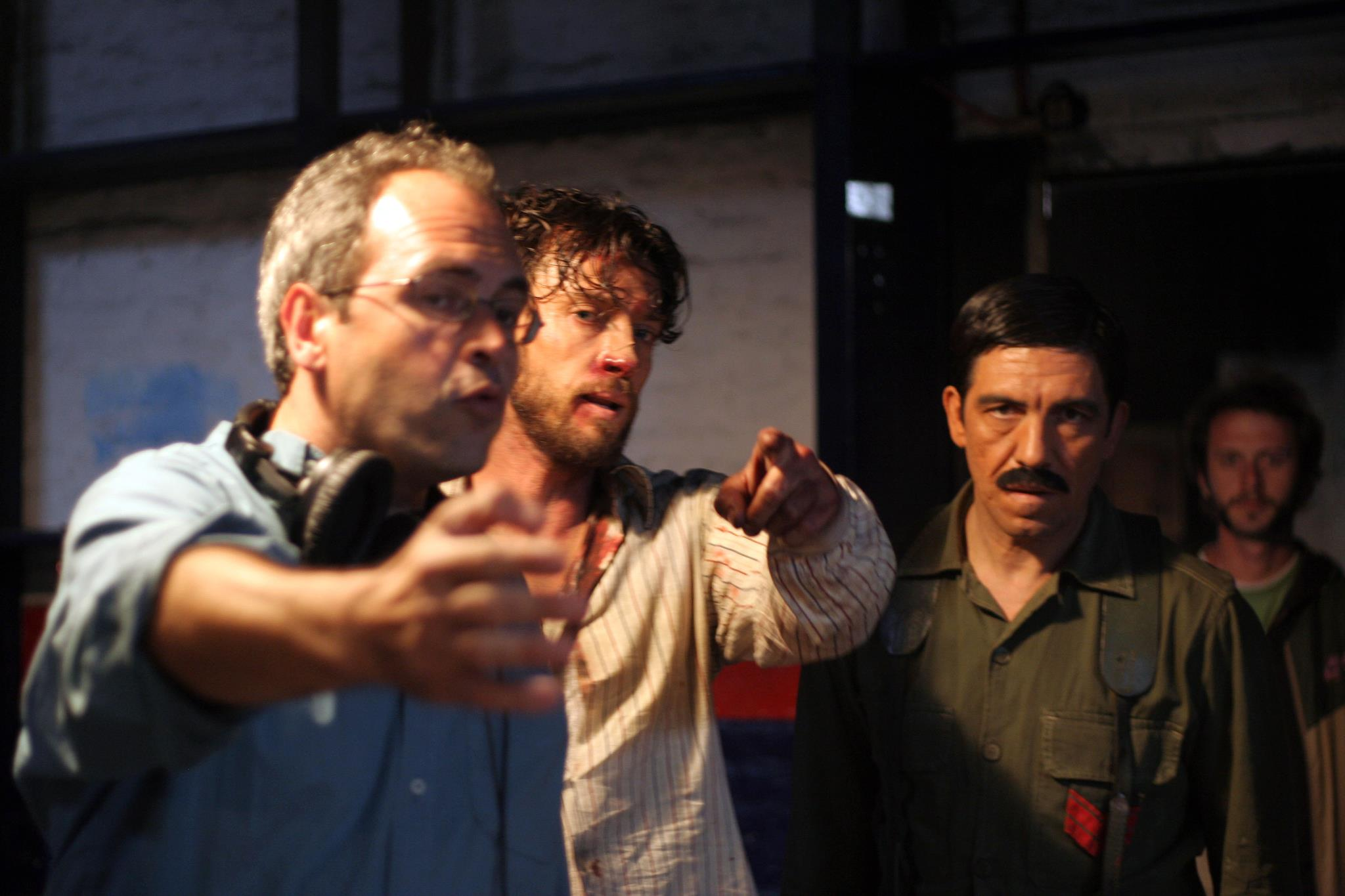
Incerti am Set von "COMPLICI del SILENZIO" (2013)

Stefano Incerti (* 25. Juli 1965 in Neapel) ist ein italienischer Filmregisseur.

## Leben
Incerti begeisterte sich früh für den Film und drehte Amateurproduktionen, so einige kurze Super8-Filme. Nach dem Studium der Rechtswissenschaften an der Universität Neapel begann er 1989 als Regieassistent und arbeitete mit etlichen bedeutenden Regisseuren der neuen Generation wie Enzo Decaro, Pappi Corsicato und Mario Martone zusammen; mit letzterem war er auch am Theater tätig. 1995 legte Incerti sein eigenes Debüt vor, den in Neapel spielenden und von einem sehr guten Hauptdarsteller, Antonio Iurio, getragenen Il verificatore. Der Film wurde u. a. mit dem David di Donatello ausgezeichnet. Seither erscheinen regelmäßig Kinoproduktionen, darunter der 1999 erschienene gewalttätige und sarkastische Prima del tramonto, der ungewöhnliche L'uomo di vetro 2007 und der im Argentinien der 1970er Jahre spielende Complici del silenzio.

## Filmografie (Auswahl)
- 1995: Il verificatore
- 1999: Prima del tramonto
- 2007: L'uomo di vetro
- 2009: Complici del silenzio
- 2010: Gorbaciof[2]